# Un citoyen se rebelle
Pour plus de détails, voir Fiche technique et Distribution.
Un citoyen se rebelle (Il cittadino si ribella) est un film italien réalisé par Enzo G. Castellari, sorti en 1974.

## Synopsis
Carlo Antonelli (Franco Nero) est un citoyen ordinaire, jusqu'au jour où il est brutalement agressé lors d'un cambriolage. Quand la police laisse tomber l'affaire et les suspects restent libres, la patience de Carlo est poussée au-delà de son point de rupture et il va entreprendre une guerre sans merci contre les criminels dont la seule loi est celle de la rue.

## Fiche technique
Sauf indication contraire, les informations mentionnées dans cette section peuvent être confirmées par la base de données cinématographiques IMDb,  présente dans la section « Liens externes ».
- Titre original : Il cittadino si ribella
- Titre français : Un citoyen se rebelle[2],[3]
- Réalisation : Enzo G. Castellari
- Scénario : Arduino Maiuri (it), Massimo De Rita
- Photographie : Carlo Carlini
- Montage : Gianfranco Amicucci
- Musique : Guido et Maurizio De Angelis
- Décors : Umberto Turco (it)
- Production : Mario Cecchi Gori
- Société de production : Capital Film Spa
- Pays de production :  Italie
- Langue de tournage : italien
- Format : Couleur (Technospes) - 1,85:1 - Son mono - 35 mm
- Durée : 105 minutes
- Genre : Poliziottesco
- Dates de sortie :
  - Italie : 17 septembre 1974

## Distribution
- Franco Nero (VF : Francis Lax) : Carlo Antonelli
- Giancarlo Prete (VF : Patrick Floersheim) : Tommy
- Barbara Bach (VF : Béatrice Delfe) : Barbara
- Renzo Palmer (VF : Jean-Louis Maury) : L'inspecteur de police
- Romano Puppo : Le chef des braqueurs
- Nazzareno Zamperla (VF : Gérard Hernandez) : Le braqueur barbu
- Massimo Vanni (VF : Marc François) : Le braqueur aux monosourcils
- Mickey Knox : Michael Gambino (non crédité)
- Luigi Antonio Guerra (VF : Marc François) : Gianni Rubei
- Leonardo Scavino (VF : Yves Barsacq) : Leone (non crédité)
- Steffen Zacharias (VF : Edmond Bernard) : L'ami avocat de Carlo (non crédité)
- Neri Parenti (VF : Gérard Hernandez) : L'ami de Tommy (non crédité)
- Mauro Vestri (VF : Yves Barsacq) : Le barman
- Enzo G. Castellari (VF : Edmond Bernard) : Le gangster sur les docks (non crédité)

## Production
- Le film a été tourné aux studios Incir De Paolis, à Rome et à Gênes[1].